# Chlorid einsteinitý
Chlorid einsteinitý je anorganická sloučenina s chemickým vzorcem EsCl3.

## Příprava
Chlorid einsteinitý lze připravit reakcí kovového einsteinia se suchým chlorovodíkem po dobu 20 minut při teplotě 500 °C a krystalizuje kolem 425 °C:
2 Es + 6 HCl → 2 EsCl3 + 3 H2

## Vlastnosti
Chlorid einsteinitý lze zredukovat vodíkem za vzniku chloridu einsteinatého:
2 EsCl3 + H2 → 2 EsCl2 + 2 HCl